# Eschbach (Nidda)
Der Eschbach ist ein Bach im Bundesland Hessen in Deutschland. Er entspringt östlich des Großen Feldbergs im Taunus und mündet bei Frankfurt-Harheim von rechts und von Norden in die Nidda.

## Namen
Der Namensteil Esch ist auf Ascapah zurückzuführen. Eschbach bedeutet der Bach, an dem Eschen wachsen.

## Geographie

### Verlauf
Der Eschbach hat keine eigene Quelle. Er entsteht aus dem Zusammenfluss mehrerer einzelner Bäche, die oberhalb von Bad Homburg vor der Höhe oder Oberursel entspringen. Dazu ein Schema der Quellbäche:
- Eschbach
  - Kirdorfer Bach (Quelle nahe der Saalburg)
    - Tiefenbach
    - Bach aus den Röderwiesen

  - Heuchelbach (Quelle Habigsborn 490 m ü.NHN)
    - Bach vom Herzberg
    - Bach aus den Braumannswiesen
    - Lohrbach

  - Dornbach/Kaltes Wasser, Quelle südwestlich vom Kellerberg
    - Bach von der Goldgrube (Quellen bei Oberursel, in Karten häufig als Dornbach bezeichnet)
    - Lotzengrundbach

In der Regel wird der Heuchelbach als längster und früher wasserreichster Quellbach sowie aus historischen Gründen als Oberlauf des Eschbach angesehen. Dementsprechend findet sich an seiner Quelle im Habigsborn (490 m ü. NN) ein Schild Eschbachquelle.
Der Kirdorfer Bach umfließt künstlich Jubiläumspark und Kurpark in Bad Homburg und speist dabei den dortigen Weiher. Der Heuchelbach speist den Schlossteich. Schlagzeilen machte der Dornbach im Januar 2003, als er nach heftigen Regenfällen über die Ufer trat und das Bad Homburger Stellwerk unter Wasser setzte, was den gesamten Verkehr auf der Bahnlinie S5 lahmlegte. Zwischen Urseler Straße und Bahnhof soll der in einem Betontunnel laufende Dornbach im Zuge der geplanten Errichtung eines Büroparks wieder freigelegt werden.
In den Bad Homburger Ortsteilen Ober-Eschbach beziehungsweise Gonzenheim vereinigen sich die Bäche zum Eschbach. Am Ortsausgang liegt die einzige Kläranlage am Bach. Besonders im Sommer bringt sie dem Bach ein Vielfaches an Wasser als er selbst führt. Nach der Unterquerung der A 5 erreicht der Bach Frankfurt-Nieder-Eschbach. Am Ortsrand fließt hier von rechts der von Oberursel-Bommersheim kommende Taunengraben zu. Sein Hauptquellzufluss ist der Herrnweidgraben. Der früher in Frankfurt-Nieder-Eschbach existierende Mühlgraben wurde im Zuge von Renaturierungsarbeiten trockengelegt, das ehemalige Wehr in eine Sohlschwelle umgewandelt. Frankfurt-Nieder-Eschbach ist nach Starkniederschlägen wegen der hochgradigen Versiegelung im Eschbacheinzugsgebiet (Bad Homburg) hochwassergefährdet. Unterhalb Harheim mündet der Bach in die Nidda.
Innerhalb von Bad Homburg hatte der Eschbach früher eine wesentliche wirtschaftliche Bedeutung. Wahrscheinlich bereits im 14. Jahrhundert wurde der Hubbach als Graben vom Heuchelbach am Götzenmühlweg nahe einer bis 2017 noch vorhandenen, ehemaligen Mühle abgeleitet, um die Altstadt herumgeführt und in die Schlossteiche geleitet. Diese dienten den wichtigsten städtischen Mühlen, der Ober- und der Untermühle, als Reservoir. Vom Dornbach wurde ebenfalls Wasser abgeleitet. Unweit des Platzenbergs, wo sich ab Oberstedten einst 14 Mühlen befanden, begann nahe der Mündung des Bachs von der Goldgrube ein weiterer Kanal, der zum Schlossteich führte. Für den Betrieb von Saline
und Sodenmühle, wo heute die Russische Kapelle steht, wurde im 17. Jahrhundert gar ein Tunnel vom heutigen Hessenring unter der Luisenstraße durch zur Saline gegraben.

### Flusssystem Nidda
- Fließgewässer im Flusssystem Nidda

## Ökologisches
Den Sommer über fallen die Oberläufe des Eschbaches manchmal trocken oder führen nur minimal Wasser. Das gilt insbesondere für den Heuchelbach und den Kirdorfer Bach, in deren Einzugsgebiet viel Grundwasser aus den Klüften der Gesteine für die Trinkwassergewinnung abgezogen wird. Der Eschbach führt dann erst unterhalb der Kläranlage wieder ausreichend Wasser. Die meisten Fischarten kommen daher nur hinter der Kläranlage vor. Es handelt sich dabei um robustere Arten wie Bachschmerle, Flussbarsch oder Döbel. Signalkrebse kommen ebenfalls vor, erstaunlicherweise auch im flachen Wasser in Ober-Eschbach. Im Oberlauf des Kirdorfer Baches finden sich noch Stichlinge. In letzter Zeit wurden auch häufiger kleine bis mittelgroße Exemplare der Bachforelle in den Restflächen des Ober-Eschbacher Bachlaufs und im Frankfurter Gebiet (Nieder-Eschbach, Harheim) beobachtet. In Harheim wird der Bach auch von Fliegenfischern beangelt. Am Kalten Wasser gibt es bei Dornholzhausen in der Nähe des Hirschgartens ein gewerbliches Forellengut mit Gasthof, da das Wasser hier noch kühl und sauber ist. Ab der Rückführung jedoch ist das Wasser durch die Ausscheidungen der vielen Zuchtfische belastet.
Von den oberen Bereichen der Quellflüsse (Stufe I) abgesehen liegt der Eschbach in der Gewässergütestufe II, hinter der Kläranlage dann II-III.
Bei starken Regenfällen werden schnell hohe Mengen Abwasser durch einige Regenüberläufe und Regenüberlaufbecken in den Bach geleitet. Deshalb wird nahe der Kläranlage ein großes Regenüberlaufbecken errichtet, um die verschmutzten Einleitungen zu verringern.
Die Gewässerstrukturgüte ist meistens jedoch sehr schlecht, da die Bäche vor allem auf Bad Homburger Gebiet verändert (Umleitung um den Kurpark) und zum Teil in Betonrinnen beziehungsweise unter Tunnel verlegt wurden (siehe Schema), was eine maximale Veränderung darstellt.
Neophyten kommen zum Teil sehr häufig vor. Das Indische Springkraut ist schon unmittelbar unterhalb des Forellenguts anzutreffen. Der Japanische Knöterich hat sich an vielen Stellen, an denen das Ufer begradigt wurde, etabliert. Eine Population der Größe eines Tennisplatzes findet sich bei Dornholzhausen am Kirdorfer Bach. Sie steht auf der ehemaligen Mülldeponie neben dem Golfplatz und ist dort den Hang „hinuntergewandert“. Durch die starke Erosion in diesem Gebiet findet sie auch den Weg bachabwärts. Da durch den Bach inzwischen die Mülldeponie selbst gefährdet ist, soll der Bach um einige Meter, weg vom Hang, verlegt werden.

## Bilder

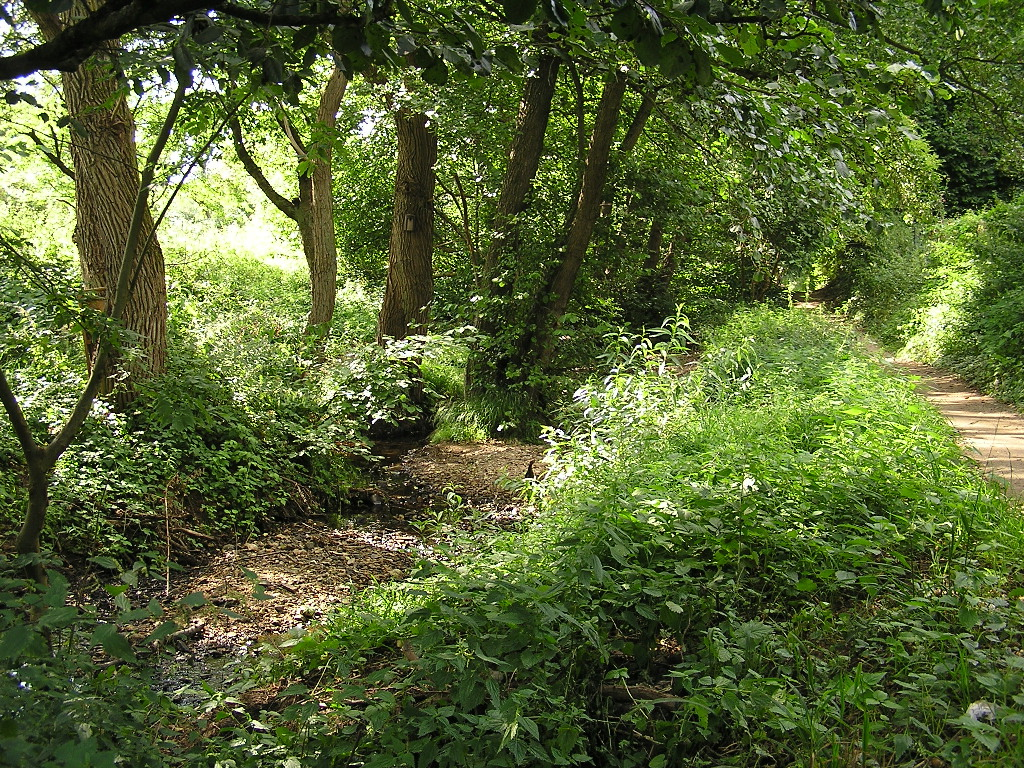
Natürliche Stelle des Kirdorfer Baches bei Dornholzhausen
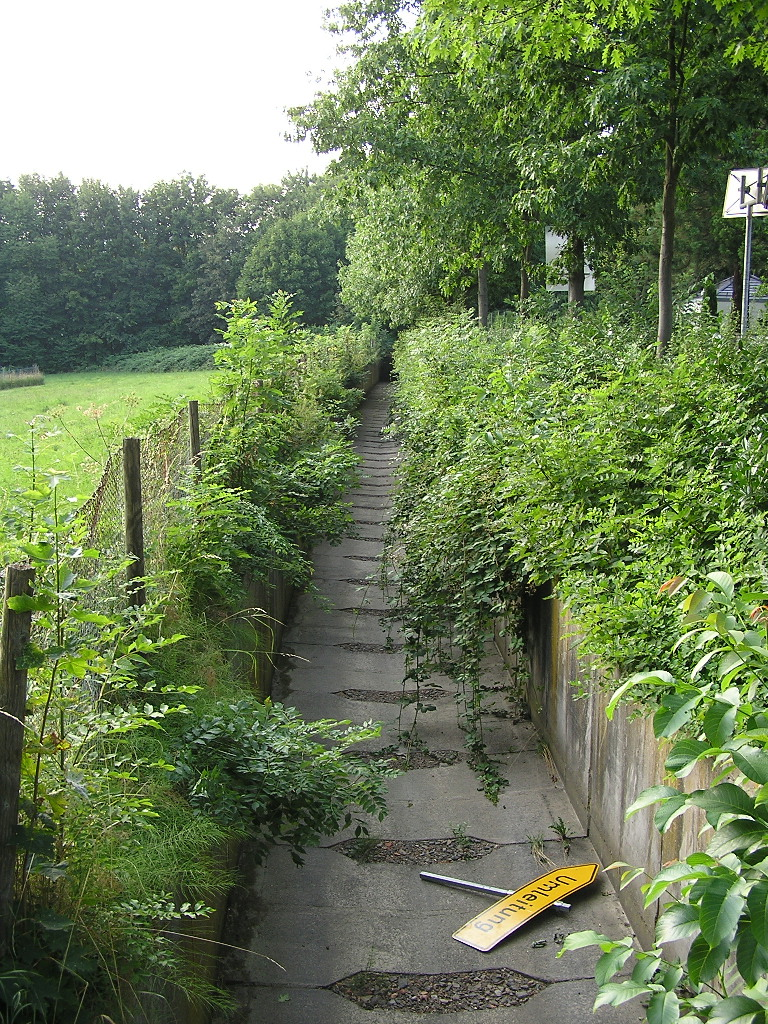
Der Kirdorfer Bach umfließt den Kurpark Bad Homburg in einer Rinne
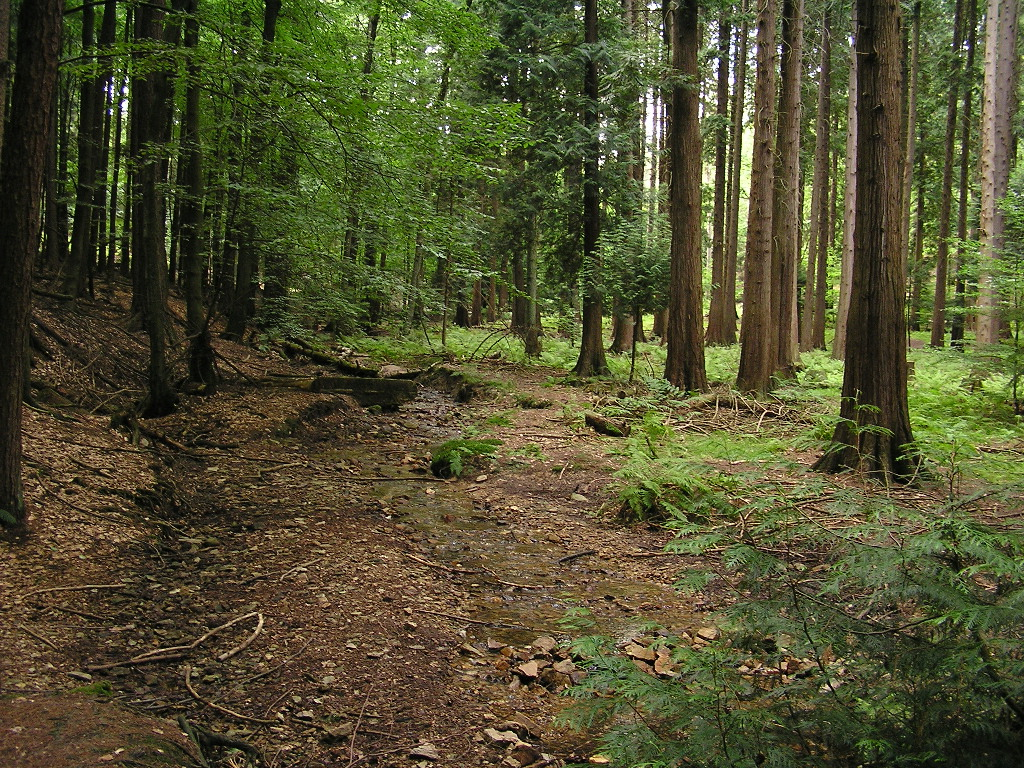
Das Kalte Wasser kurz vor dem Forellengut
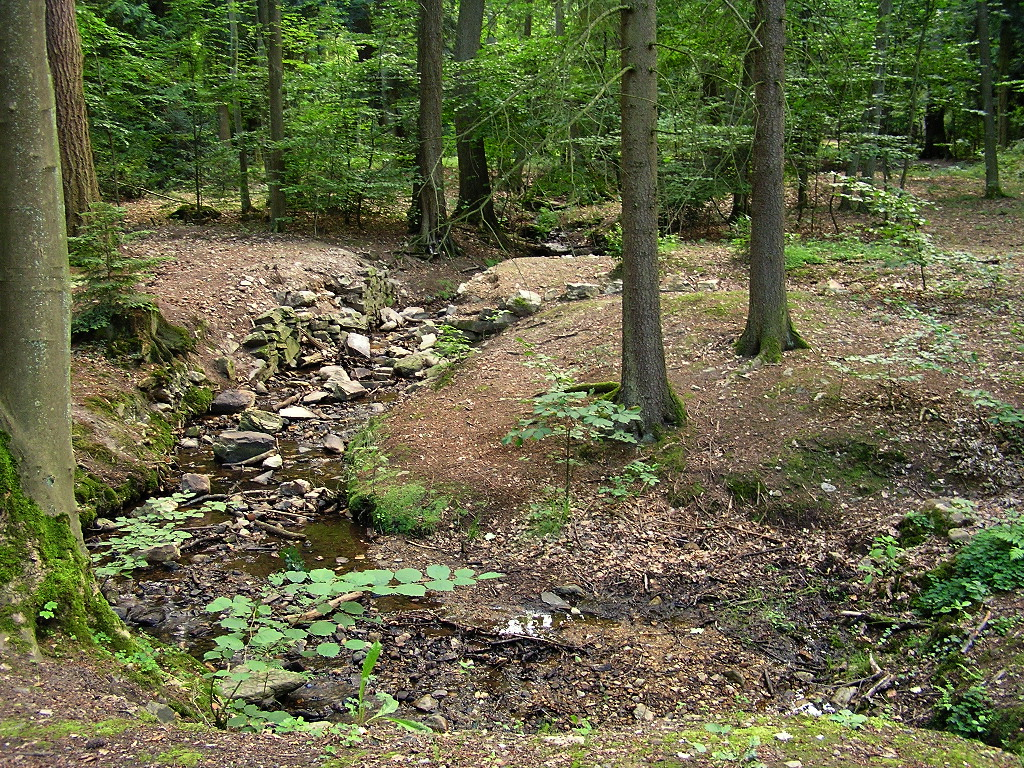
Der Heuchelbach hinter dem „Hirschgarten“
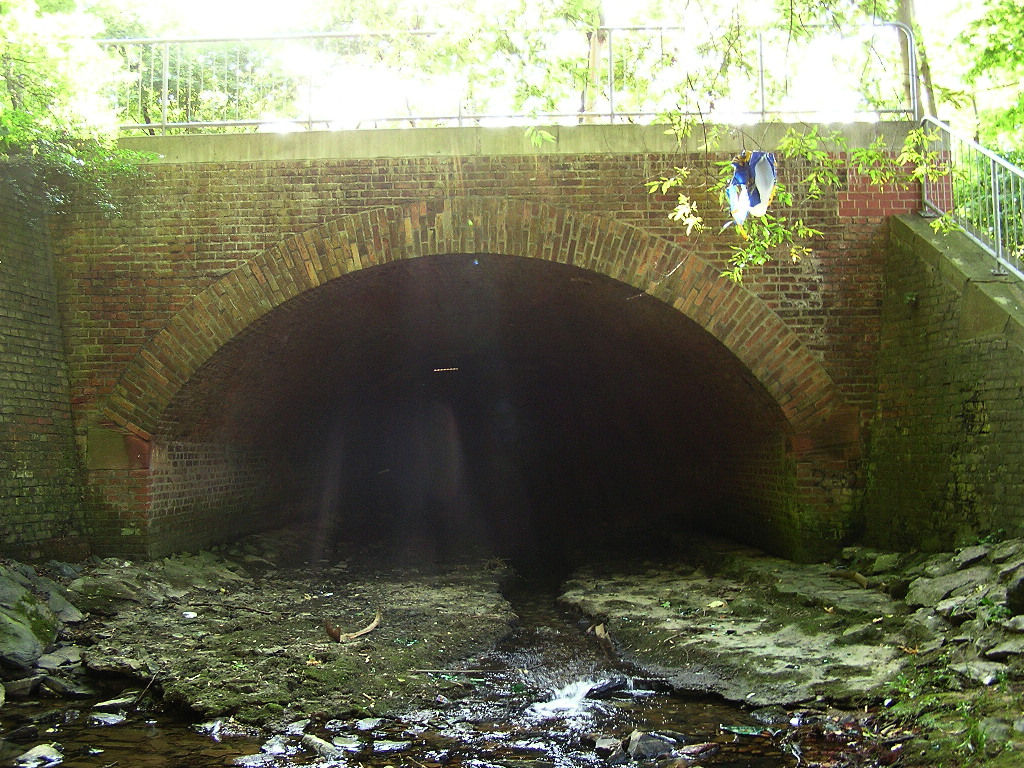
Ende des Tunnels von Heuchelbach und Dornbach. Die Bäche fließen 50 m vorher im Tunnel zusammen
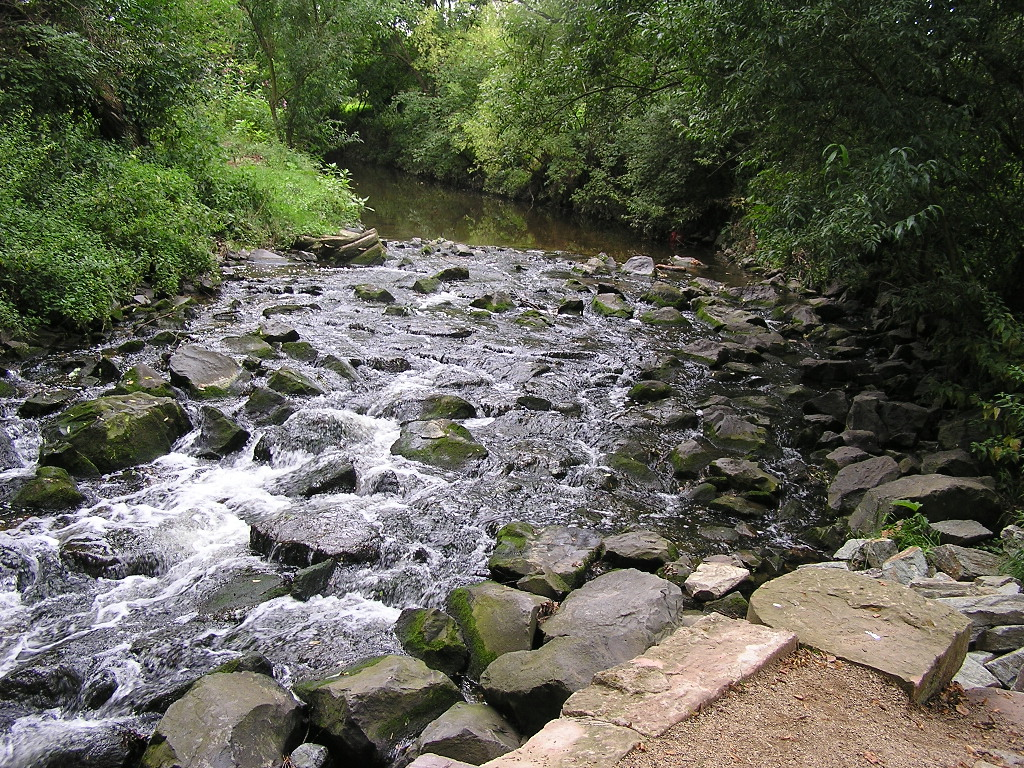
Im Bereich eines renaturierten Wehres vor Nieder-Eschbach
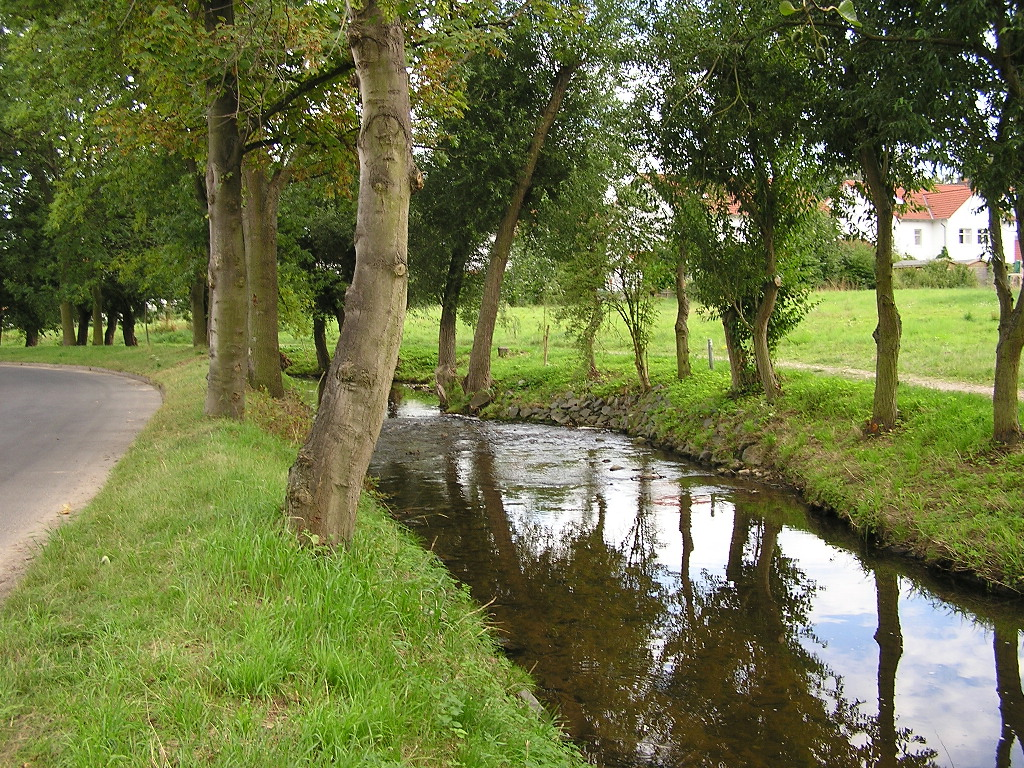
Künstliche Führung in Nieder-Eschbach
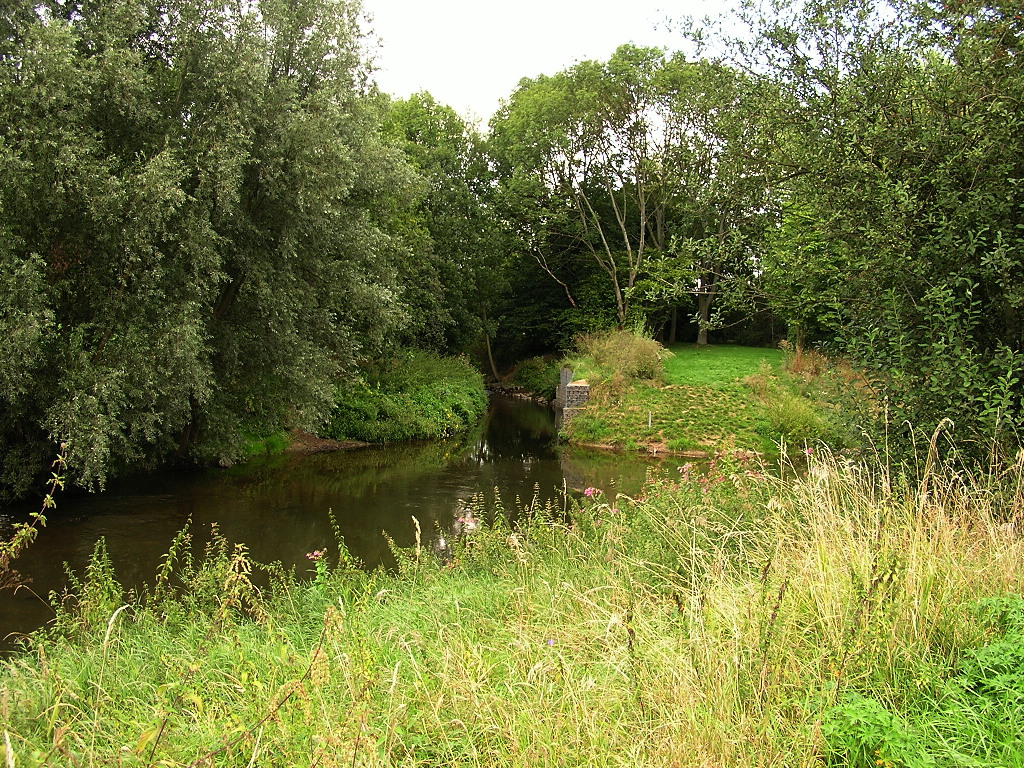
Mündung in die Nidda bei Frankfurt-Harheim